# Shelley-Ann Brown
Shelley-Ann Brown (Scarborough, 15 marzo 1980) è una bobbista canadese.

## Biografia
Ai XXI Giochi olimpici invernali (edizione disputatasi nel 2010 a Vancouver, Canada) vinse la medaglia d'argento nel Bob a 2 con la connazionale Helen Upperton partecipando per la nazionale canadese, venendo superate dall'altra formazione canadese.
Il tempo totalizzato fu di 3'33.13, mentre la prima classificata totalizzò un tempo di 3'32.28.